# Louise Wadley
Pour les articles homonymes, voir Wadley.
Louise Wadley est une réalisatrice, productrice et scénariste de cinéma australienne.

## Filmographie
| année | film                                    | réalisatrice | productrice | scénariste | notes         |
| ----- | --------------------------------------- | ------------ | ----------- | ---------- | ------------- |
| 1992  | The Journey                             |              | Oui         |            | documentaire  |
| 1994  | Making the Break                        | Oui          | Oui         | Oui        | documentaire  |
| 1996  | Just a Little Crush                     | Oui          | Oui         | Oui        | court métrage |
| 1997  | Knickers                                | Oui          | Oui         | Oui        | court métrage |
| 1998  | Exporting Evil: Saddam's Hidden Weapons |              | Oui         |            | documentaire  |
| 1999  | To Russia with Love                     | Oui          |             | Oui        | documentaire  |
| 2009  | Panopticon                              |              | Oui         |            | court métrage |
| 2010  | Beyond                                  |              | Oui         |            | court métrage |
| 2011  | Endure                                  |              | Oui         |            | court métrage |
| 2014  | Wayne Kerr                              |              | Oui         |            | court métrage |
| 2014  | First Step Out                          |              | Oui         |            | court métrage |
| 2015  | All About E                             | Oui          |             | Oui        | long métrage  |
| 2016  | Burning Soul                            |              | Oui         |            | court métrage |